# Wojskowy transport operacyjny
Wojskowy transport operacyjny – przewożona według planów przewozów wojskowych w jednym pociągu jednostka wojskowa (instytucja), bądź jej pododdziały lub grupy żołnierzy, a także sprzęt i uzbrojenie. Za transport operacyjny uważa się także: pociąg sanitarny, pociąg kąpielowy, pociąg dezynfekcyjny itp. wraz z obsługą, urządzeniami i narzędziami pracy oraz tabor wojskowo-kolejowy w stanie ładownym i próżnym, należący do Ministerstwa Obrony Narodowej.